# José Manuel Rosado
José Manuel da Graça Rosado Amores  (São Sebastião, Lagos, 12 de Fevereiro de 1952 – São Sebastião, Lagos, 19 de Junho de 2002) foi um actor de teatro, cinema e televisão e transformista português, também conhecido pelo seu nome drag Lydia Barloff.

## Biografia

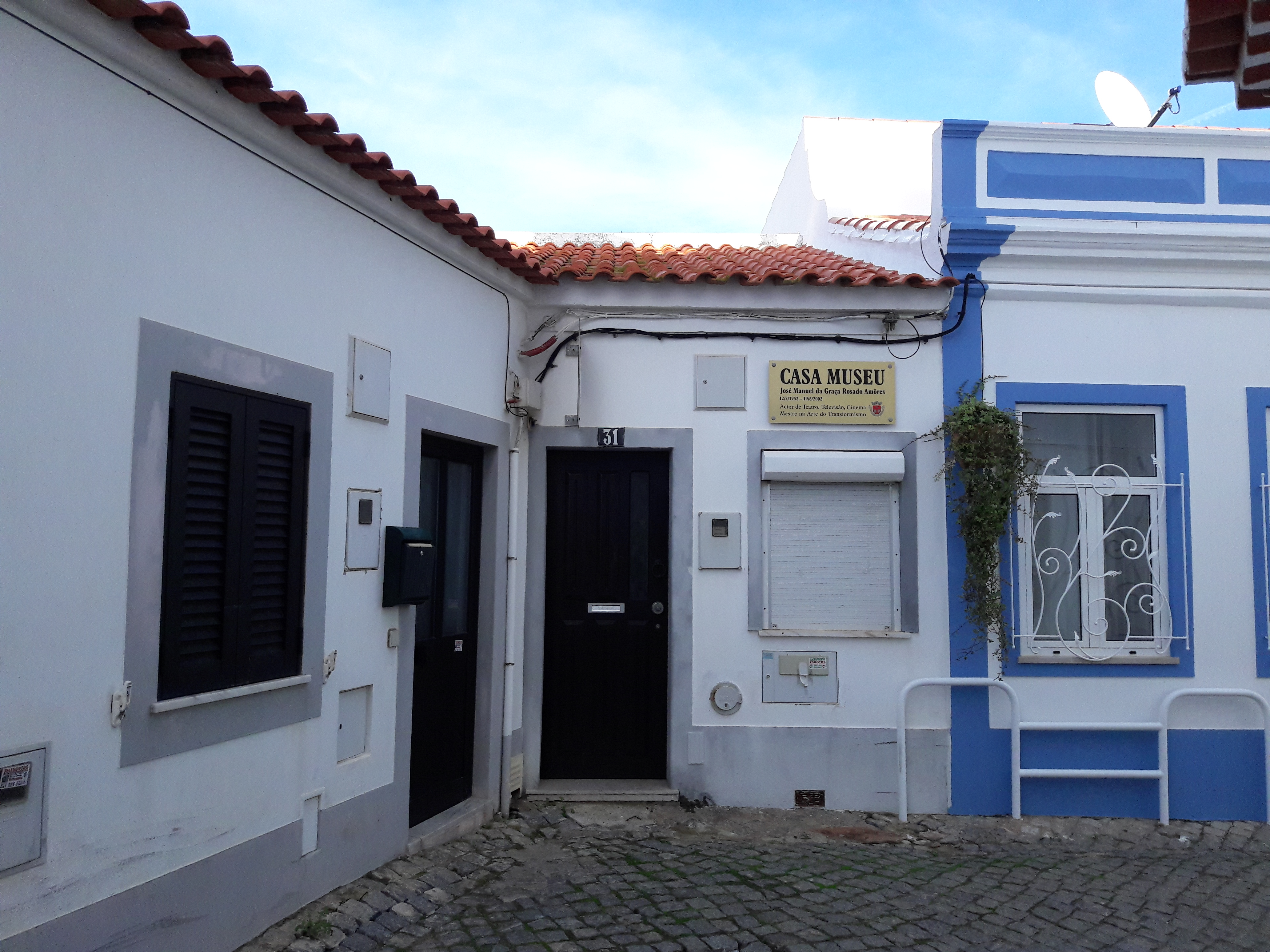
Casa Museu José Manuel Rosado, onde nasceu o artista, e que foi convertido num núcleo museológico.

### Nascimento e formação
José Manuel Rosado nasceu no n.º 31 da Rua dos Alegretes, freguesia de São Sebastião, na cidade de Lagos, a 12 de Fevereiro de 1952, filho de Júlia Maria Rosado Amores e José Graça Luz Amores. Licenciou-se em Geologia pela Faculdade de Ciências da Universidade de Lisboa, tendo depois frequentado o Curso Superior de Teatro no Conservatório Nacional de Lisboa.

### Carreira artística
Destacou-se principalmente como actor, tendo sido um dos principais fomentadores da arte do transformismo em Portugal entre as décadas de 1970 e 1990. Conhecido pelas suas performances como Lydia Barloff, estreou-se no Scarllaty, na Rua da Escola Politécnica, tornando-se posteriormente presença regular no Finalmente Club, onde se tornou numa das suas principais estrelas ao participar no espetáculo Até que Enfim, Xô, ao lado de artistas como Doll Phoenix, Ruth Bryden e Diva Corelli. Como Lydia Barloff era conhecida pelo seu estilo burlesco, humor ácido e forte presença de palco. É ainda hoje em dia uma das maiores referências da comunidade LGBT lisboeta.
No teatro, fez parte do elenco das peças O Velho da Horta e Sonho de Uma Noite de Verão no Teatro da Trindade, O Auto da Cananeia no Teatro Villaret, De Afonso Henriques a Mário Soares e Maldita Cocaína no Teatro Politeama, e Minha Fera Lady no Teatro Monumental. Também participou em várias peças com espectáculos do género de café-teatro, e passou pelo Teatro Infantil de Lisboa, onde representou nas peças O Principezinho e Romance da Raposa.
Na televisão, participou em vários espectáculos, destacando-se a sua presença nos programas A Mulher do Senhor Ministro, Ora Bolas Marina, O Conde de Abranhos, Cabaret, Cuidado com as Aparências e A Birra do Morto. Também representou nos filmes Fúria, Les Nuits d'Argel, A Santa Aliança , de Eduardo Geada, O Espião que saiu do Quente, de César de Oliveira, Iratan e Iracema, de Paulo Guilherme d'Eça Leal, O Rei das Berlengas, de Artur Semedo, e A Raiz do Coração, de Paulo Rocha.
Dedicou-se igualmente à pintura, arte onde foi autodidacta.

### Falecimento
Sofrendo longos períodos de depressão e isolamento social, especialmente nos últimos anos de vida, após se ter afastado parcialmente dos palcos e da cena noturna lisboeta, José Manuel Rosado morreu de suícidio por enforcamento em sua casa, no Monte da Banafanima, em Chinicato, freguesia de São Sebastião da cidade de Lagos, em 19 de Junho de 2002.

## Homenagens
Recebeu o Prémio Casa da Imprensa em 1981 e 1982, e o Prémio Nova Gente em 1981 e 1983.
Também foi homenageado durante a segunda Gala Rainhas da Noite no Cinema São Jorge, em 2006, onde Odete Santos leu um texto de Filipe La Féria. Dois anos depois, a Câmara Municipal de Lagos homenageou-o com um louvor público em 27 de Outubro de 2008, e criou em 2010 a Casa Museu José Manuel Rosado, no edifício onde nasceu o artista, o n.º 31 da Rua dos Alegretes, que foi doado à Junta de Freguesia de São Sebastião por Júlia Maria Rosado Amores, mãe de José Manuel Rosado. O museu encerra o acervo que o artista tinha deixado numa habitação perto de Lisboa, que tinha sido furtado após o seu falecimento, e que foi parcialmente recuperado.